# Музика в середньовічній Шотландії

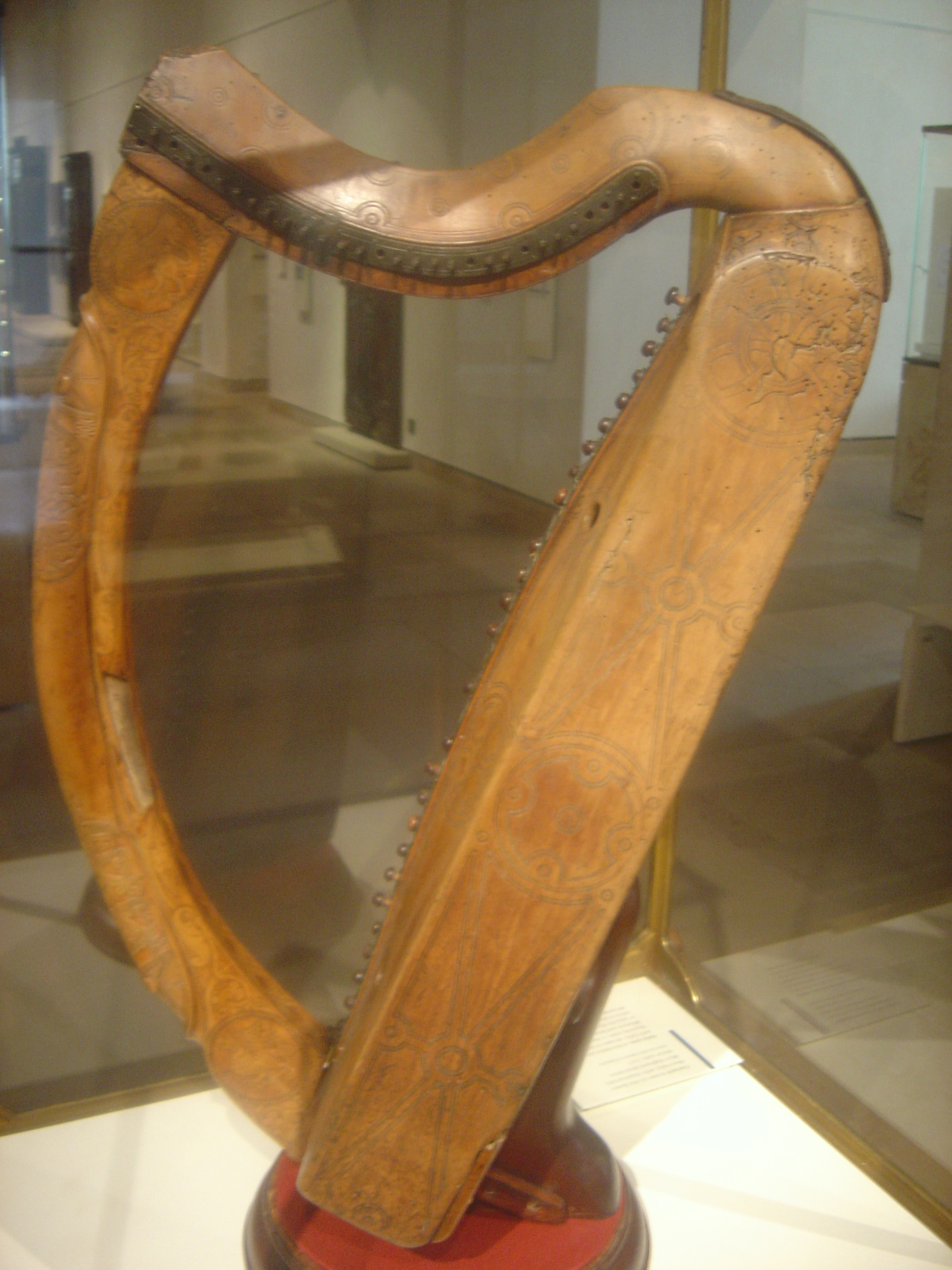
Queen Mary Harp, що зберігається в Національному музеї Шотландії в Единбурзі

Музика середньовічної Шотландії охоплює всі форми музичного мистецтва на території сучасної Шотландії з V століття до початку XVI століття, коли було прийнято ренесанс. Джерела, що стосуються шотландської середньовічної музики, вкрай обмежені. Не збереглося жодних значних музичних манускриптів, датованих раніше XII століття. Водночас є поодинокі свідчення про існування розвиненої музичної культури. Серед інструментів, що згадуються в історичних записах, – кітара, тимпан та хор. Візуальні зображення та письмові джерела підтверджують існування арф у ранньому середньовіччі, а також волинок і органів у пізньому середньовіччі. Як і в Ірландії, у Шотландії, ймовірно, існували філіди – поети, музиканти та історики. Однак після так званої «дегалліцизації» шотландського двору у XII столітті функції філідів перебрав на себе менш шанований стан бардів. Вони продовжували виконувати подібну роль у гірських районах Шотландії та на островах аж до XVIII століття.
У ранньому середньовіччі існував окремий вид літургійного кельтського співу. Вважається, що з XI століття, як і в інших частинах Європи, його поступово витіснив складніший григоріанський хорал. Основою більшості збережених зразків співу в Шотландії став англійський Сарумський обряд. З XIII століття шотландська церковна музика все більше зазнавала впливу континентальних тенденцій. Одноголосся почало поступатися місцем Ars Nova — музичному руху, що виник у Франції, а потім поширився в Італії, замінюючи строгий стиль григоріанського співу складною поліфонією. Твори, що збереглися з першої половини XVI століття, свідчать про високу якість і широкий масштаб музичної діяльності в кінці середньовічного періоду. У зріле середньовіччя потреба у великій кількості співців для богослужінь привела до заснування системи пісенних шкіл. Поширення колегіальних церков та реквієм-мес у пізньому середньовіччі вимагало ще більшої кількості хористів, що сприяло значному розвитку цих шкіл. Особлива увага приділялася техніці Фобурдон, яка дозволяла легко гармонізувати мелодію за суворими правилами.
Полон Якова I в Англії з 1406 по 1423 рік, під час якого він здобув репутацію поета і композитора, міг сприяти тому, що після повернення до Шотландії він привіз із собою англійські та континентальні музичні стилі та музикантів. Яків III заснував Королівську капелу (Chapel Royal) в Ресталрігу поблизу Голірудського абатства, а його син, Яків IV, відновив її в межах замку Стерлінг, значно розширивши хор. Вважається, що Якова IV постійно супроводжувала музика, проте майже не збереглося світських музичних творів, які можна було б однозначно пов’язати з його двором.
Є докази того, що культура популярної музики в Шотландії процвітала в пізньому середньовіччі, але єдиною піснею з мелодією, яка збереглася з цього періоду, є «Pleugh Song». Деякі збережені шотландські балади, можливо, датуються пізнім середньовіччям і стосуються подій і людей, які можна простежити аж до тринадцятого століття. Вони залишалися усною традицією, поки їх не зібрали як народні пісні у вісімнадцятому столітті.

## Джерела

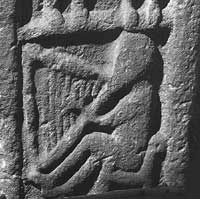
Арфист на піктському камені Моніфейт, 700–900 роки нашої ери

## Інструменти
Наприкінці XII століття Гіральд Камбрійський зазначав: "Ірландія використовує та захоплюється двома інструментами: кіфарою (cithara) і тимпаном (tympanum); Шотландія — трьома: кіфарою, тимпаном і хором (chorus); Уельс — трьома: кіфарою, сопілками (tibiae) і хором.". Кіфара, ймовірно, є кларсахом або кельтською арфою , а тимпан — радше струнним інструментом, ніж ударним. Ідентичність хорусу залишається предметом дискусій. Деякі дослідники вважають, що це рання форма волинки, проте Джон Баннерман припустив, що мова йде про крут або крауд (Crwth або Crowd) — струнний смичковий інструмент, схожий на ліру, згаданий у шотландській поезії та списках англійських менестрелів. Гіральд також зазначав, що ці інструменти мали сталеві струни, а не жильні, проте достеменно невідомо, до яких саме він це відносив.  Кам’яні різьблення вказують на музичні інструменти, відомі в середньовічній Шотландії. Зокрема, це зображення арфістів на піктському камені Моніфіт та хресті Дапплін. Дві з трьох збережених середньовічних кельтських арф походять зі Шотландії: арфа Ламонт (Lamont Harp), датована приблизно 1500 роком, та арфа королеви Марії (Queen Mary Harp), виготовлена близько 1450 року, яка вирізняється надзвичайно складним декором.  З пізнього Середньовіччя збереглися зображення волинки: гаргуйль свині, що грає на волинці, в абатстві Мелроуз та янгол із волинкою, вирізьблений у каплиці Росслін. У літературних джерелах Шотландії також зустрічаються згадки про скрипку, яку називали fethill, fedhill або rybid. У пізньому Середньовіччі низка шотландських церков обзавелася органами. 

## Гельські музиканти

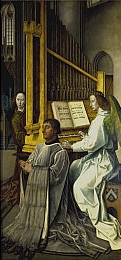
Фрагмент «Вівтаря Трійці» Хуго ван дер Госа, на якому зображено сера Едварда Бонкіла, першого ректора Трініті-коледжу в Единбурзі, з ангелом, який грає на органі

Ґіралдус Камбренсіс зазначив, що «Шотландія та Уельс, останній, прищепивши перший через зносини та спорідненість, прагнуть наслідувати Ірландію в музичній практиці». Ранньосередньовічна Шотландія та Ірландія мали спільну культуру та мову, які, незважаючи на зменшення значення з часів Високого Середньовіччя, збереглися в суспільстві півночі та заходу. Існують набагато повніші історичні джерела для ранньосередньовічної Ірландії, які свідчать про те, що в Шотландії були філіди, які діяли як поети, музиканти та історики, часто при дворі лорда чи короля, і передавали свої знання та культуру гельською мовою наступному поколінню.  Принаймні після приходу на престол Давида I (правління 1124–1153), як частини Давидової революції, яка запровадила французьку культуру та політичні системи, гельська перестала бути основною мовою королівського двору та, ймовірно, була замінена французькою. Після цієї «дегалізації» шотландського двору менш шанований орден бардів перебрав на себе функції філідів, і вони продовжували виконувати подібну роль у Хайленді та на островах до вісімнадцятого століття. Вони часто навчалися в бардських школах, деякі з яких, як-от та, якою керувала династія МакМюріхів, які були бардами Володаря Островів, існували в Шотландії та більша кількість в Ірландії, поки їх не було придушено з сімнадцятого століття. Члени бардських шкіл навчалися складним правилам і формам гельської поезії.  Ймовірно, вони акомпанували своїм віршам на арфі. Значна частина їхніх робіт ніколи не була записана, а те, що збереглося, було записано лише з шістнадцятого століття.

## Церковна музика
У ранньому середньовіччі в церковній музиці переважав одноголосний голос. Розвиток британського християнства, окремого від прямого впливу Риму до восьмого століття, з його процвітаючою чернечою культурою, привів до розвитку окремої форми літургійного кельтського співу. Хоча ноти цієї музики не збереглися, пізніші джерела свідчать про характерні мелодичні моделі. Вважається, що кельтський спів був замінений з одинадцятого століття, як і в інших країнах Європи, більш складним григоріанським співом. Версія цього співу, пов’язана з літургією, яка використовується в єпархії Солсбері, Sarum Use, вперше записана з тринадцятого століття, стала домінуючою в Англії і була основою для більшості збережених співів у Шотландії. Він був тісно пов’язаний з григоріанським хоралом, але був більш складним і з деякими унікальними місцевими особливостями. Сарумський обряд залишався основою шотландської літургійної музики в Шотландії аж до Реформації, і там, де були доступні хори, які, ймовірно, обмежувалися великими соборами, колегіальними церквами та заможнішими парафіяльними церквами, він використовувався в головній складовій божественних чинів вечірні, вечірні, утрені, хвали, меси та канонічних годин. У пізньому Середньовіччі розвиток доктрини чистилища та поширення вівтарів означало, що до цієї музики долучалася велика кількість заупокійних мес, покликаних пришвидшити душі померлих до неба, хоча жодних слідів цих мес не збереглося. З 1450 року до Реформації в Шотландії було засновано понад 100 колегіальних церков світських священиків. Вони були розроблені, щоб забезпечити маси для своїх засновників та їхніх сімей, серед яких були дворяни та нові ордени лордів парламенту та заможні купці міст, що розвивалися.
Починаючи з тринадцятого століття, шотландська церковна музика зазнавала все більшого впливу континентальних подій, такі діячі, як музичний теоретик Саймон Тайллер, навчалися в Парижі, перш ніж повернутись до Шотландії, де він запровадив кілька реформ церковної музики. Рукопис Wolfenbüttel 677 містить велику кількість французьких композицій, зокрема з Нотр-Дам де Парі, поряд з винахідливими творами невідомих шотландських композиторів. З чотирнадцятого століття монофонія була замінена Ars Nova, рухом, який розвинувся у Франції, а потім в Італії, замінивши обмежувальні стилі григоріанського простого співу складною поліфонією. Традиція була добре встановлена в Англії до п'ятнадцятого століття. Особлива англійська версія поліфонії, відома як Contenance Angloise (англійська манера), використовувала повні, багаті гармонії на основі терції та шостої, що мало великий вплив у модному бургундському дворі Філіпа Доброго, де розвивалася бургундська школа, пов’язана з Гійомом Дюфе. Наприкінці п’ятнадцятого століття низка шотландських музикантів стажувалися в Нідерландах перед поверненням додому, включаючи Джона Броуна, Томаса Інгліса та Джона Феті, останній з яких став майстром пісенної школи в Абердіні, а потім в Единбурзі, запровадивши нову техніку гри на п’ятипалому органі. Уцілілі твори першої половини шістнадцятого століття з Сент-Ендрюс і Сент-Джайлз, Единбург, а також постреформаційні твори композиторів, які навчалися в цю епоху в абатствах Данфермлайн і Холіруд, а також у монастирі Сент-Ендрюс, вказують на якість і масштаб музики, яка була створена наприкінці середньовіччя.

## Музичні школи

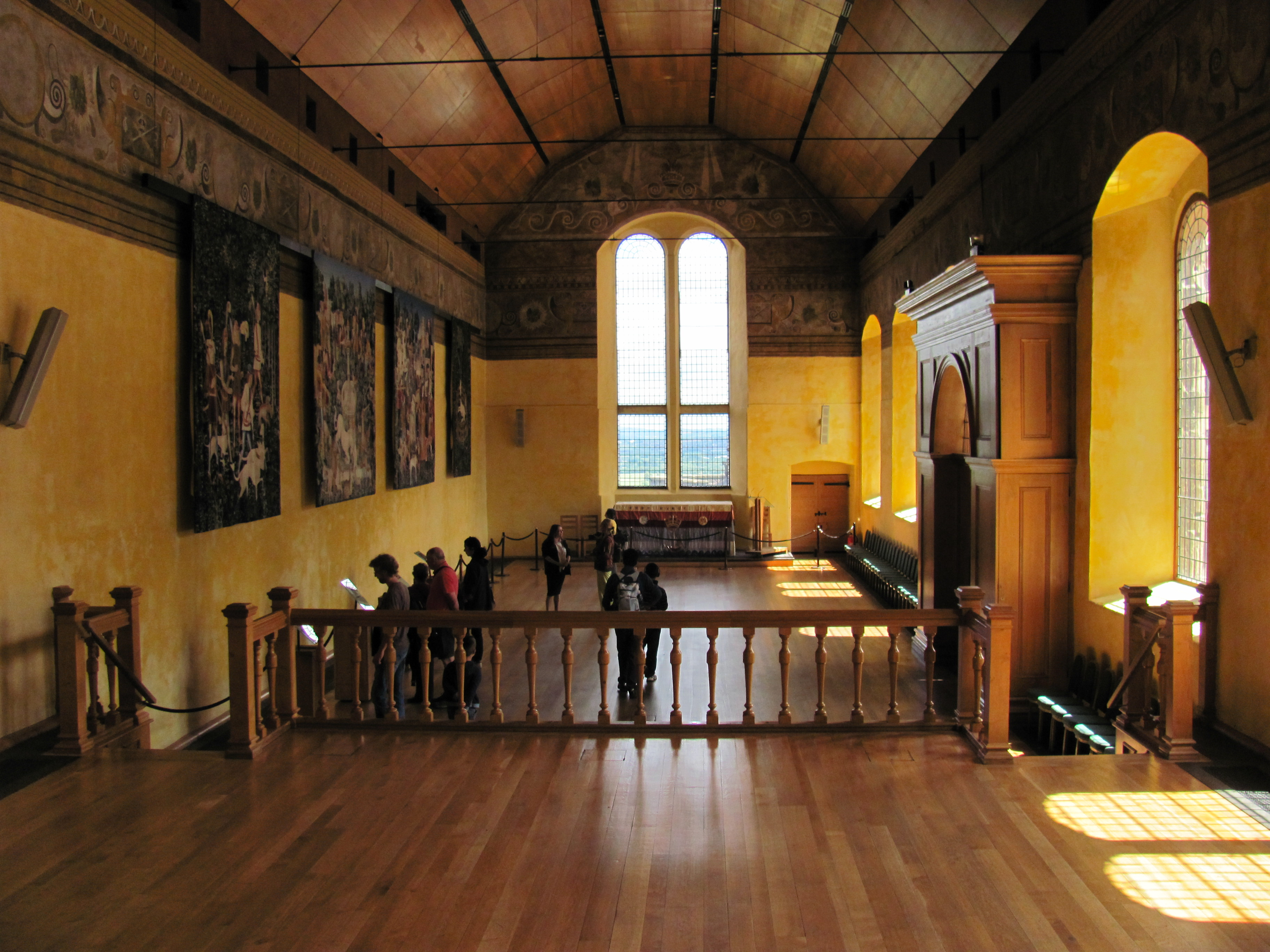
Королівська капела, замок Стерлінг, головний центр літургійної музики

У високе Середньовіччя потреба у великій кількості священиків-співачів для виконання обов’язків церковних служб призвела до заснування системи музичних шкіл, щоб навчати хлопчиків як хористів і священиків, часто при соборах, багатих монастирях і колегіальних церквах. Поширення колегіальних церков і заупокійних мес у пізньому Середньовіччі вимагало підготовки великої кількості хористів, що знаменувало значне розширення системи музичної школи. Єдиними ознаками того, що ці хористи повинні були бути здатними виконувати, є випадкові збережені ноти в палітурці книги, ймовірно, зі школи пісні в Інвернесі. Це підтверджує, що пізніша робота, створена як частина спроби Якова VI відродити пісенні школи міста після Реформації: «Музичне мистецтво», Collectit Out of all Ancient Doctours of Music (1580), була заснована на попередніх роботах. Наголошувалося на техніці Фабурдена, пов’язаній з Бургундською школою, за допомогою якої мелодії простих пісень, як правило, у голосі тенора, гармонізувалися відповідно до суворих правил, що означало, що репетиції були непотрібними.

## Придворна музика
Полон Якова I в Англії з 1406 по 1423 рік, де він заслужив репутацію поета і композитора, міг змусити його повернути англійські та континентальні стилі та музикантів до шотландського двору після його звільнення. Історія про страту фаворитів Якова III, у тому числі англійського музиканта Вільяма Роджера, на мосту Лаудер у 1482 році, може свідчити про його інтерес до музики. Монархи епохи Відродження часто використовували каплиці, щоб справити враження на високих гостей. Яків III також заснував нову велику шестикутну Королівську каплицю в Ресталрігу біля Холіруда, яка, ймовірно, була призначена для великої кількості хористів. У 1501 році його син Яків IV відновив Королівську капелу в замку Стерлінг, створивши новий і розширений хор, який мав наслідувати каплицю Святого Георгія у Віндзорському замку, і вона стала центром шотландської літургійної музики. Бургундський та англійський впливи, ймовірно, посилилися, коли дочка Генріха VII Маргарет Тюдор вийшла заміж за Якова IV у 1503 році. Жоден музичний твір не можна однозначно ототожнити з цими капелами, але те, що збереглася меса на основі бургундської пісні L'Homme armé у пізнішій збірці хору Карвера, може вказувати на те, що це була частина репертуару Королівської капели. Казали, що Яків IV постійно супроводжувався музикою, але дуже мало світської музики, що збереглася, можна однозначно віднести до його двору. Запис у рахунках лорда -скарбника Шотландії вказує на те, що коли Яків IV був у Стерлінгу 17 квітня 1497 року, був платіж «двом fithalaris [скрипалям], які співали Грейстайла королю, ixs». Greysteil був епічним романом, і музика збереглася, будучи розміщеною в колекції лютневих нот у сімнадцятому столітті.

## Популярна музика
Є докази того, що в пізньому Середньовіччі в Шотландії процвітала культура популярної музики. Сюди входить довгий список пісень, поданий у «Скарзі Шотландії» (1549). Багато віршів цього періоду спочатку також були піснями, але для жодного з них не збереглося нотного запису. Мелодії збереглися окремо в постреформаційній публікації The Gude and Godlie Ballatis (1567), яка була духовною сатирою на популярні пісні, адаптованою та виданою братами Джеймсом, Джоном і Робертом Веддербернами. Єдина пісня з мелодією, що збереглася з цього періоду, це «Pleugh Song».  Деякі збережені шотландські балади, можливо, датуються епохою пізнього Середньовіччя та стосуються подій і людей, які можна простежити аж до тринадцятого століття, включаючи «Сера Патріка Спенса» та «Томаса Раймера». Вони залишалися усною традицією, поки підвищений інтерес до народних пісень у вісімнадцятому столітті не спонукав колекціонерів, таких як єпископ Томас Персі, опублікувати томи популярних балад.